# Беллини делле Стелле, Пьер Луиджи
Граф Пьер Луиджи Беллини делле Стелле (14 мая 1920 года — 25 января 1984 года) — итальянский партизан-антифашист времён Второй мировой войны и юрист.

## Биография
Родился в аристократической семье во Флоренции и учился в Пистойе.
Командовал отрядом «Джанкарло Пучер Пассавалле» 52-й гарибальдийской бригады «Луиджи Клеричи» под псевдонимом Педро в звании второго лейтенанта. Командиром бригады был Луиджи Канали, известный как «капитан Нери». Когда в январе 1945 года Канали был захвачен и подвергнут пыткам Черными бригадами Комо, Беллини взял на себя командование отрядом; по возвращении из тюрьмы, Канали занимает должность начальника штаба, оставляя Беллини командовать обучением партизан .  Известен тем, что принял участие в захвате Бенито Муссолини на блокпосту в Донго в апреле 1945 года .
После войны он работал пресс-секретарём IRI, а затем стал официальным лицом Eni SpA и SNAM. 
Его имя опять стало на слуху, когда в 1957 году, свидетельствуя в крупном судебном разбирательстве о золоте Донго, он разрушил конструкцию обвинения против Сопротивления и коммунистов. Последние годы жизни провел в доме в Радикондоли , недалеко от Сиены, и умер 25 января 1984 года в Сан-Донато-Миланезе.